# Scytinostroma crispulum
Scytinostroma crispulum är en svampart som beskrevs av Boidin, Gilles & Lanq. 1987. Scytinostroma crispulum ingår i släktet Scytinostroma och familjen Lachnocladiaceae.   Inga underarter finns listade i Catalogue of Life.